# Ras El Aïn (ort i Settat)
Ras El Aïn (arabiska: راس العين) är en ort i Marocko, som i folkräkningen räknas som stad i landskommunen Ras El Aïn Chaouia. Den ligger i provinsen Settat och regionen Casablanca-Settat, 130 km söder om huvudstaden Rabat. Antalet invånare var 3 164 vid folkräkningen 2014.